# 407016 Danielerdag
407016 Danielerdag è un asteroide della fascia principale. Scoperto nel 2009, presenta un'orbita caratterizzata da un semiasse maggiore pari a 3,1648119 au e da un'eccentricità di 0,2466206, inclinata di 14,06279° rispetto all'eclittica.